# Рождественно-Баевское сельское поселение
Рождественно-Баевское се́льское поселе́ние — муниципальное образование в Ичалковском районе Мордовии Российской Федерации.
Административный центр — село Рождествено.

## История
Статус и границы сельского поселения установлены Законом Республики Мордовия от 1 декабря 2004 года № 98-З «Об установлении границ муниципальных образований Ичалковского муниципального района, Ичалковского муниципального района и наделении их статусом сельского поселения и муниципального района».

## Население
| 2002  | 2010  | 2012  | 2013  | 2014  | 2015  | 2016  |
| ----- | ----- | ----- | ----- | ----- | ----- | ----- |
| 3385  | ↘3181 | ↘3122 | ↘3109 | ↘3076 | ↘3025 | ↘3000 |
| 2017  | 2018  | 2019  | 2020  | 2021  |       |       |
| ↘2982 | ↘2962 | ↘2918 | ↘2883 | ↗2982 |       |       |

## Состав сельского поселения
| № | Населённый пункт | Тип населённого пункта          | Население |
| - | ---------------- | ------------------------------- | --------- |
| 1 | Баево            | село                            | ↘769      |
| 2 | Оброчное         | посёлок железнодорожной станции | ↘947      |
| 3 | Рождествено      | село, административный центр    | ↘1465     |